# Raquel Alessi
Raquel Alessi, född 7 mars 1983 i Los Angeles i Kalifornien, är en amerikansk skådespelare.
Hon spelade Lia Mathers i Fox dramaserien Standoff. Hon medverkar även i filmerna Ghost Rider och Summerhood.
Hon blev rankad som #88 på Maxim lista; Hot 100 of 2007.

## Filmografi
- Lucky/Chances (1990) TV mini-serie .... Maria Santangelo - 6 år
- Uncle Sam (1997) .... Student (som Raquel Allessi)
- Carlito's Way: Rise to Power (2005) (V) .... Rocco's date
- Ghost Rider (2007) .... Ung Roxanne Simpson
- Standoff (18 avsnitt, 2006-2007) .... Lia Mathers
- Summerhood (2008) .... Cinnamon
- Miss March (2009) .... Cindi Whitehall